# Сикандар-шах Сури
Сикандар-шах Сури (? — 1559) — шестой правитель из династии Сур, позднесредневековой пуштунской династии Северной Индии. Он стал султаном Дели после свержения Ибрагима-шаха Сури в 1555 году.

## Биография
Настоящее имя Сикандар-шаха Сури было Ахмад-хан Сури. Сын Исмаил-хана Сури и двоюродный брат Шер-шаха Сури. Он был шурином султана Дели Мухаммада Адиль-шаха (1554—1555). Он был губернатором Лахора до провозглашения независимости от Дели в 1555 году.
Став независимым султаном и поставив Пенджаб под свой контроль, Сикандар-шах выступил на владения, контролируемые султаном Ибрагим-шахом Сури. В битве при Фарахе (близ Агры) Ибрагим-шах был разбит. Сикандар-шах захватил Дели и Агру. Пока Сикандар-шах был занят борьбой против Ибрагима-шаха, свергнутый могольский император Хумаюн захватил Лахор в феврале 1555 года. Один из отрядов Хумаюна взял Дипалпур. Затем могольская армия заняли город Джаландхар и подошла к Сирхинду. Сикандар-шах Сури отправил 30-тысячное конное войско против противника, но в битве при Махиваре моголы одержали победы и взяли Сирхинд. Затем Сикандар-шах во главе 30-тысячной армии выступил из столицы в поход на Сирхинд. 22 июня 1555 года он был разбит могольской армией и вынужден был отступить в Сиваликские горы в Северном Пенджабе. Хумаюн во главе могольской армии двинулся на Дели и занял столицу.
В конце 1556 года Сикандар-шах Сури вновь активизировался. Он нанес поражение могольскому военачальнику Хизр-Ходже-хану в битве при Чамиари (в настоящее время в районе Амритсара) и начал собирать налоги из своей штаб-квартиры в Каланауре. Байрам-хан отправил Хана Алама (Искандар-хана) на помощь Хизр-Ходже-хану, а 7 декабря 1556 года сам падишах Акбар вместе с Байрам-ханом выступил с главными силами из Дели, чтобы разобраться с Сикандар-шахом. Сикандар-шах вновь отступил в Сиваликские горы, а оттуда в форт Манкот, где был осажден могольской армией под командованием Байрам-хана. После шестимесячной осады Сикандар-шах Сур вынужден был сдать крепость 25 июля 1557 года. Сикандар-шах послал в могольский лагерь своего сына в качестве заложника и получил джагир в Бихаре. Он умер два года, в 1559 году, спустя в Бенгалии, куда бежал.